# 7102 Neilbone
7102 Neilbone este un asteroid din centura principală, descoperit pe 12 iulie 1936, de Cyril Jackson.